# ダグラス DF

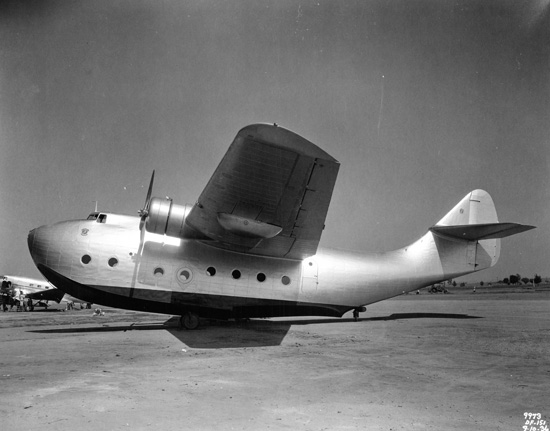

ダグラス DF（Douglas DF）とはアメリカ合衆国のダグラス・エアクラフトが開発した飛行艇である。ただし少数機のみの製造に終わった。

## 概略
1930年代、ダグラス・エアクラフトは、シコルスキー S-42やマーチン M130、ボーイング314など、同時代のほかの航空機メーカーと同じく商業用飛行艇を開発しており、当該飛行艇が完成した。しかし試作機1機と量産型3機しか製造されなかった。客室には32人の乗客もしくは寝台16を収めることができ、当時の飛行艇としては比較的大型であった。機体は高翼単葉双発で全金属製であり、操縦系統も自動操縦装置や引き込み式翼端フロートなどの新技術を導入していた。
試作機と量産型1号機は形式名「DF-195」としてソビエト連邦が購入し、残りの2機は日本本土と南洋諸島を結ぶ航空路を開拓しようとした南洋庁が購入し、大日本帝国海軍のもとで評価飛行していた。だが2機とも1938年に事故で喪失している。日本海軍における名称はダグラス飛行艇（略符号HXD1）。
8月に航空廠から南洋庁航空部に引き渡され、横須賀からサイパンを経由してパラオに向かっていた2号機がエンジントラブルのため小笠原諸島父島南方海域に不時着水したとの通信があったが、そのまま失踪した。これは機体が悪天候のために沈没したと見られており、乗員7人が死亡した。9月には、佐世保から館山航空隊へ向っていた1号機が濃霧のため針路を誤り福岡県の背振山に墜落し、乗員乗客40人のうち32人が死亡した。

## 性能要目
英語版ウィキペディアより引用。
- 乗員: 5
- 乗客: 32
- 全長：21.3m
- 全幅：28.86m
- 高さ：7.47m
- 翼域: 120.31 m2
- 空虚重量：7,854kg
- 全備重量：12,927kg
- 搭載機関: ライト SGR-1820G-2 レシプロエンジン 1,000 hp双発
- 最大速度：286km/h
- 航続距離：5,311km
- 実用上昇限度：13,900フィート（約4,235m）